# Grodna (Wzgórza Łomnickie)
Grodna (506 m n.p.m.) – wzniesienie w południowo-zachodniej Polsce, w południowej  części Wzgórz Łomnickich, w środkowej części Kotliny Jeleniogórskiej.

## Położenie
Wzniesienie położone w środkowej części Kotliny Jeleniogórskiej, w południowej części Wzgórz Łomnickich, około 1,1 km na wschód od centrum miejscowości Marczyce.

## Opis

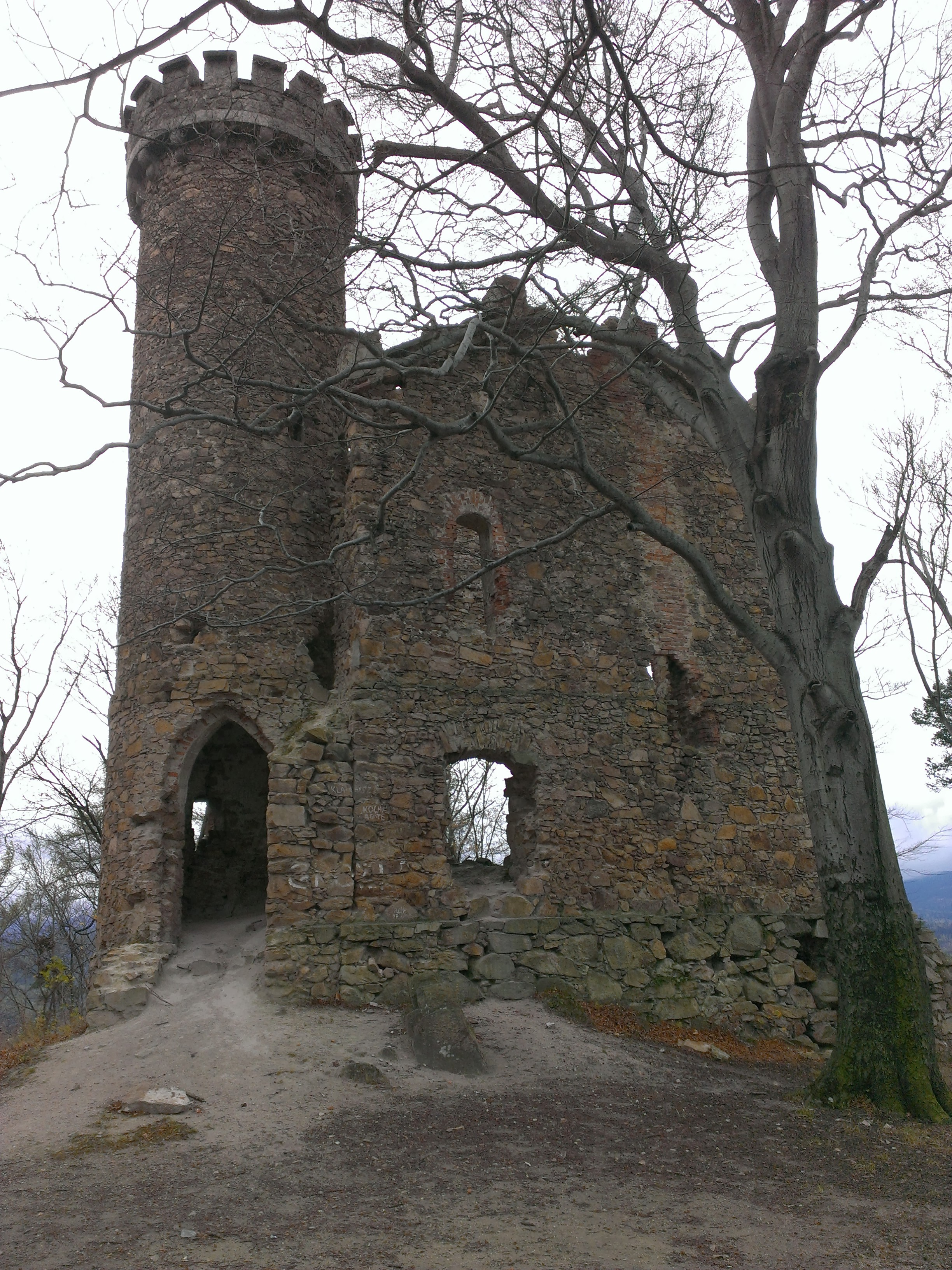
Zamek księcia Henryka na Grodnej

Grodna jest najwyższym wzniesieniem Wzgórz Łomnickich, górującym od  wschodniej strony nad miejscowością Marczyce, a od południa nad Sosnówką na Wzgórzach Łomnickich. Wyrasta w kształcie niewielkiej, wyraźnie zaznaczonej kopuły, z lekko stromymi zboczami, w niewielkiej odległości od zbiornika Sosnówka, położonego po południowo-zachodniej stronie. Powierzchnia szczytowa jest wyraźnie zaznaczona, a najwyższy punkt wzniesienia jest łatwo rozpoznawalny. Położenie wzniesienia, kształt i wyraźnie podkreślona część szczytowa, czynią wzniesienie rozpoznawalnym w terenie.
Wzniesienie zaliczane jest do Korony Sudetów Polskich. Na szczycie wzniesienia hr. Henryk XXXVIII Reuß zu Köstritz z Nowego Dworu koło Kowar w 1806 r. wybudował punkt widokowy (Zamek Henryka (niem. Heinrichsburg) romantyczną budowlę w formie gotyckiej ruiny ; z okrągłą wieżą widokową z blankami i dwiema izbami, pełniącymi funkcję schronu myśliwskiego. Jest to pseudogotycka baszta obronna, która w XIX w. stanowiła modne, romantyczne urozmaicenie krajobrazu. Założenie uzupełniły alejki spacerowe obsadzone drzewami i krzewami ozdobnymi.
W 1816 r. Grodną odwiedziła księżna Izabela Czartoryska, bawiąca na kuracji w Cieplicach. Fakt ten opisała w swym dzienniku z podróży Dyliżansem przez Śląsk (wyd. w 1968 r.).
Grodna łączy się z mniejszymi wzniesieniami Wzgórz Łomnickich, takimi jak: Gaik, Wrona, Czubek, Skalista (Kopki).
U podnóża wzniesienia, po południowo-zachodniej stronie, położony jest zbiornik wody pitnej "Sosnówka".

## Budowa geologiczna
Podłoże wzniesienia zbudowane z granitów karkonoskiego i uformowane w wyniku ich selektywnego wietrzenia. Na północnych i zachodnich zboczach poniżej szczytu występują okazałe granitowe skałki o 15-metrowej wysokości z kociołkami wietrzeniowymi: "Urwisko" oraz "Skalna Ściana" w kształcie muru skalnego o ponad 30-metrowej długość z naturalnym oknem skalnym.

## Roślinność
Całą powierzchnię szczytową oraz górne partie zboczy  porasta las liściasty z domieszką drzew iglastych. Pozostałą część zboczy  wzniesienia zajmują łąki.

## Turystyka
Przez szczyt  wzniesienia  prowadzą szlaki turystyczne.
- żółty – prowadzący z Jeleniej Góry  do Sosnówki. Przez Grodną przebiega szlak
- niebieski z Marczyc.

Ze skałki Urwisko położonej pod szczytem, przy niebieskim szlaku ponad zbiornikiem wodnym Sosnówka rozciąga się panorama na Grabowiec i Karkonosze oraz okoliczne wzniesienia i miejscowości.